# Gran Premio di superbike di Brno 2012
Il Gran Premio di superbike della Repubblica Ceca 2012 è stata la nona prova del mondiale superbike 2012, disputatasi il 22 luglio presso il circuito di Brno; nello stesso fine settimana si è corso l'ottavo Gran Premio stagionale del mondiale supersport 2012 e il sesto della Superstock 1000 FIM Cup. Ha registrato in entrambe le gare della Superbike la vittoria di Marco Melandri, in Supersport quella di Fabien Foret e in Superstock quella di Bryan Staring.

## Superbike

### Gara 1
Fonte

#### Arrivati al traguardo
| Pos. | Nº  | Pilota            | Squadra                       | Motocicletta         | Giri | Tempo     | Griglia | Punti |
| ---- | --- | ----------------- | ----------------------------- | -------------------- | ---- | --------- | ------- | ----- |
| 1º   | 33  | Marco Melandri    | BMW Motorrad Motorsport       | BMW S1000 RR         | 20   | 41:59.808 | 5º      | 25    |
| 2º   | 66  | Tom Sykes         | Kawasaki Racing               | Kawasaki ZX-10R      | 20   | +1.360    | 1º      | 20    |
| 3º   | 76  | Loris Baz         | Kawasaki Racing               | Kawasaki ZX-10R      | 20   | +1.948    | 15º     | 16    |
| 4º   | 7   | Carlos Checa      | Althea Racing                 | Ducati 1098R         | 20   | +2.494    | 2º      | 13    |
| 5º   | 58  | Eugene Laverty    | Aprilia Racing                | Aprilia RSV4 Factory | 20   | +3.832    | 3º      | 11    |
| 6º   | 3   | Max Biaggi        | Aprilia Racing                | Aprilia RSV4 Factory | 20   | +7.139    | 14º     | 10    |
| 7º   | 91  | Leon Haslam       | BMW Motorrad Motorsport       | BMW S1000 RR         | 20   | +11.293   | 7º      | 9     |
| 8º   | 84  | Michel Fabrizio   | BMW Motorrad Italia GoldBet   | BMW S1000 RR         | 20   | +11.945   | 8º      | 8     |
| 9º   | 121 | Maxime Berger     | Effenbert Liberty Racing      | Ducati 1098R         | 20   | +18.988   | 19º     | 7     |
| 10º  | 96  | Jakub Smrž        | Liberty Racing Team Effenbert | Ducati 1098R         | 20   | +19.117   | 10º     | 6     |
| 11º  | 19  | Chaz Davies       | ParkinGO MTC Racing           | Aprilia RSV4 Factory | 20   | +22.938   | 9º      | 5     |
| 12º  | 53  | Alessandro Polita | Red Devils Roma               | Ducati 1098R         | 20   | +1:05.646 | 20º     | 4     |
| 13º  | 64  | Norino Brignola   | Grillini Progea Superbike     | BMW S1000 RR         | 20   | +1:05.733 | 22º     | 3     |
| 14º  | 2   | Leon Camier       | FIXI Crescent Suzuki          | Suzuki GSX-R1000     | 20   | +1:08.248 | 13º     | 2     |
| 15º  | 21  | John Hopkins      | FIXI Crescent Suzuki          | Suzuki GSX-R1000     | 20   | +1:12.120 | 16º     | 1     |
| 16º  | 87  | Lorenzo Zanetti   | PATA Racing                   | Ducati 1098R         | 20   | +1:13.057 | 17º     |       |
| 17º  | 13  | Viktor Kispataki  | Prop-tech ltd                 | Honda CBR1000RR      | 17   | +3 giri   | 23º     |       |
| 18º  | 44  | David Salom       | Team Pedercini                | Kawasaki ZX-10R      | 17   | +3 giri   | 11º     |       |

#### Ritirati
| Nº | Pilota           | Squadra                     | Motocicletta    | Giri | Griglia |
| -- | ---------------- | --------------------------- | --------------- | ---- | ------- |
| 65 | Jonathan Rea     | Honda World Superbike       | Honda CBR1000RR | 18   | 6º      |
| 36 | Leandro Mercado  | Team Pedercini              | Kawasaki ZX-10R | 10   | 21º     |
| 4  | Hiroshi Aoyama   | Honda World Superbike       | Honda CBR1000RR | 10   | 18º     |
| 34 | Davide Giugliano | Althea Racing               | Ducati 1098R    | 4    | 4º      |
| 86 | Ayrton Badovini  | BMW Motorrad Italia GoldBet | BMW S1000 RR    | 0    | 12º     |

### Gara 2
Fonte

#### Arrivati al traguardo
| Pos. | Nº  | Pilota           | Squadra                       | Motocicletta         | Giri | Tempo     | Griglia | Punti |
| ---- | --- | ---------------- | ----------------------------- | -------------------- | ---- | --------- | ------- | ----- |
| 1º   | 33  | Marco Melandri   | BMW Motorrad Motorsport       | BMW S1000 RR         | 20   | 40:12.837 | 5º      | 25    |
| 2º   | 66  | Tom Sykes        | Kawasaki Racing               | Kawasaki ZX-10R      | 20   | +0.140    | 1º      | 20    |
| 3º   | 7   | Carlos Checa     | Althea Racing                 | Ducati 1098R         | 20   | +6.801    | 2º      | 16    |
| 4º   | 3   | Max Biaggi       | Aprilia Racing                | Aprilia RSV4 Factory | 20   | +9.840    | 14º     | 13    |
| 5º   | 58  | Eugene Laverty   | Aprilia Racing                | Aprilia RSV4 Factory | 20   | +11.775   | 3º      | 11    |
| 6º   | 19  | Chaz Davies      | ParkinGO MTC Racing           | Aprilia RSV4 Factory | 20   | +11.950   | 9º      | 10    |
| 7º   | 91  | Leon Haslam      | BMW Motorrad Motorsport       | BMW S1000 RR         | 20   | +12.547   | 7º      | 9     |
| 8º   | 76  | Loris Baz        | Kawasaki Racing               | Kawasaki ZX-10R      | 20   | +13.088   | 15º     | 8     |
| 9º   | 2   | Leon Camier      | FIXI Crescent Suzuki          | Suzuki GSX-R1000     | 20   | +18.141   | 13º     | 7     |
| 10º  | 84  | Michel Fabrizio  | BMW Motorrad Italia GoldBet   | BMW S1000 RR         | 20   | +25.332   | 8º      | 6     |
| 11º  | 34  | Davide Giugliano | Althea Racing                 | Ducati 1098R         | 20   | +28.458   | 4º      | 5     |
| 12º  | 65  | Jonathan Rea     | Honda World Superbike         | Honda CBR1000RR      | 20   | +29.254   | 6º      | 4     |
| 13º  | 96  | Jakub Smrž       | Liberty Racing Team Effenbert | Ducati 1098R         | 20   | +29.513   | 10º     | 3     |
| 14º  | 21  | John Hopkins     | FIXI Crescent Suzuki          | Suzuki GSX-R1000     | 20   | +34.875   | 16º     | 2     |
| 15º  | 121 | Maxime Berger    | Effenbert Liberty Racing      | Ducati 1098R         | 20   | +41.861   | 19º     | 1     |
| 16º  | 87  | Lorenzo Zanetti  | PATA Racing                   | Ducati 1098R         | 20   | +42.139   | 17º     |       |
| 17º  | 64  | Norino Brignola  | Grillini Progea Superbike     | BMW S1000 RR         | 20   | +1:15.743 | 21º     |       |
| 18º  | 13  | Viktor Kispataki | Prop-tech ltd                 | Honda CBR1000RR      | 20   | +1:41.325 | 22º     |       |

#### Ritirati
| Nº | Pilota            | Squadra                     | Motocicletta    | Giri | Griglia |
| -- | ----------------- | --------------------------- | --------------- | ---- | ------- |
| 53 | Alessandro Polita | Red Devils Roma             | Ducati 1098R    | 10   | 20º     |
| 86 | Ayrton Badovini   | BMW Motorrad Italia GoldBet | BMW S1000 RR    | 9    | 12º     |
| 44 | David Salom       | Team Pedercini              | Kawasaki ZX-10R | 7    | 11º     |
| 4  | Hiroshi Aoyama    | Honda World Superbike       | Honda CBR1000RR | 4    | 18º     |

#### Non partito
| Nº | Pilota          | Squadra        | Motocicletta    |
| -- | --------------- | -------------- | --------------- |
| 36 | Leandro Mercado | Team Pedercini | Kawasaki ZX-10R |

## Supersport
La gara è stata fermata con la bandiera rossa nel corso del primo giro a causa dell'incidente di Andrea Antonelli alla partenza. La corsa è in seguito ripartita sulla distanza originaria di 18 giri ma è stata interrotta nel corso del 15º giro per la caduta di Ronan Quarmby. L'ordine d'arrivo della gara è quello rilevato al termine del 13º passaggio.

### Arrivati al traguardo
| Pos. | Nº | Pilota              | Squadra                         | Motocicletta        | Giri | Tempo     | Griglia | Punti |
| ---- | -- | ------------------- | ------------------------------- | ------------------- | ---- | --------- | ------- | ----- |
| 1º   | 99 | Fabien Foret        | Kawasaki Intermoto Step         | Kawasaki ZX-6R      | 13   | 27:02.236 | 3º      | 25    |
| 2º   | 54 | Kenan Sofuoğlu      | Kawasaki Lorenzini              | Kawasaki ZX-6R      | 13   | +0.128    | 1º      | 20    |
| 3º   | 23 | Broc Parkes         | Ten Kate Racing Products        | Honda CBR600RR      | 13   | +0.434    | 4º      | 16    |
| 4º   | 11 | Sam Lowes           | Bogdanka PTR Honda              | Honda CBR600RR      | 13   | +4.650    | 5º      | 13    |
| 5º   | 16 | Jules Cluzel        | PTR Honda                       | Honda CBR600RR      | 13   | +7.725    | 2º      | 11    |
| 6º   | 34 | Ronan Quarmby       | PTR Honda                       | Honda CBR600RR      | 13   | +11.384   | 7º      | 10    |
| 7º   | 32 | Sheridan Morais     | Kawasaki Lorenzini              | Kawasaki ZX-6R      | 13   | +11.934   | 9º      | 9     |
| 8º   | 12 | Stefano Cruciani    | Puccetti Racing Kawasaki Italia | Kawasaki ZX-6R      | 13   | +12.253   | 10º     | 8     |
| 9º   | 31 | Vittorio Iannuzzo   | Power Team by Suriano           | Triumph Daytona 675 | 13   | +15.111   | 6º      | 7     |
| 10º  | 65 | Vladimir Leonov     | Yakhnich Motorsport             | Yamaha YZF R6       | 13   | +18.549   | 14º     | 6     |
| 11º  | 98 | Romain Lanusse      | Kawasaki Intermoto Step         | Kawasaki ZX-6R      | 13   | +18.840   | 13º     | 5     |
| 12º  | 14 | Gábor Talmácsi      | PRORACE                         | Honda CBR600RR      | 13   | +19.037   | 11º     | 4     |
| 13º  | 93 | Florian Marino      | MSD R-N Racing Team India       | Kawasaki ZX-6R      | 13   | +24.880   | 23º     | 3     |
| 14º  | 53 | Valentin Debise     | SMS Racing                      | Honda CBR600RR      | 13   | +24.905   | 12º     | 2     |
| 15º  | 87 | Luca Marconi        | VFT Racing                      | Yamaha YZF R6       | 13   | +32.134   | 25º     | 1     |
| 16º  | 35 | Raffaele De Rosa    | Team Lorini                     | Honda CBR600RR      | 13   | +32.401   | 21º     |       |
| 17º  | 38 | Balázs Németh       | Racing Team Toth                | Honda CBR600RR      | 13   | +32.696   | 27º     |       |
| 18º  | 13 | Dino Lombardi       | PATA by Martini                 | Yamaha YZF R6       | 13   | +33.236   | 28º     |       |
| 19º  | 10 | Imre Tóth           | Racing Team Toth                | Honda CBR600RR      | 13   | +36.772   | 24º     |       |
| 20º  | 89 | Stefan Kerschbaumer | Kerschbaumer Team               | Yamaha YZF R6       | 13   | +41.597   | 22º     |       |
| 21º  | 61 | Fabio Menghi        | VFT Racing                      | Yamaha YZF R6       | 13   | +41.886   | 29º     |       |
| 22º  | 66 | Andrea Agnelli      | Puccetti Racing Kawasaki Italia | Kawasaki ZX-6R      | 13   | +50.403   | 26º     |       |
| 23º  | 40 | Martin Jessopp      | Riders PTR Honda                | Honda CBR600RR      | 13   | +1:13.516 | 31º     |       |
| 24º  | 24 | Eduard Blokhin      | Rivamoto                        | Yamaha YZF R6       | 13   | +1:28.048 | 32º     |       |
| 25º  | 73 | Oleg Pozdneev       | Rivamoto                        | Yamaha YZF R6       | 13   | +2:06.493 | 34º     |       |

### Ritirati
| Nº | Pilota            | Squadra               | Motocicletta        | Giri | Griglia |
| -- | ----------------- | --------------------- | ------------------- | ---- | ------- |
| 20 | Mathew Scholtz    | Bogdanka PTR Honda    | Honda CBR600RR      | 12   | 19º     |
| 64 | Joshua Day        | Team GOELEVEN         | Kawasaki ZX-6R      | 11   | 15º     |
| 3  | Jed Metcher       | Rivamoto Junior       | Yamaha YZF R6       | 10   | 17º     |
| 22 | Roberto Tamburini | Team Lorini           | Honda CBR600RR      | 9    | 16º     |
| 33 | Yves Polzer       | MRC Austria           | Yamaha YZF R6       | 8    | 33º     |
| 55 | Massimo Roccoli   | KUJA Racing           | Honda CBR600RR      | 4    | 30º     |
| 19 | Paweł Szkopek     | Bogdanka Honda PTR    | Honda CBR600RR      | 2    | 20º     |
| 25 | Alex Baldolini    | Power Team by Suriano | Triumph Daytona 675 | 1    | 8º      |

### Non partito
| Nº | Pilota           | Squadra           | Motocicletta  | Griglia |
| -- | ---------------- | ----------------- | ------------- | ------- |
| 8  | Andrea Antonelli | Bike Service R.T. | Yamaha YZF R6 | 18º     |

## Superstock
La pole position è stata fatta segnare da Sylvain Barrier in 2:03.343; Robbie Brown ha effettuato il giro più veloce in gara, in 2:14.253.

### Arrivati al traguardo
| Pos. | Nº  | Pilota              | Squadra                   | Motocicletta         | Giri | Tempo     | Griglia | Punti |
| ---- | --- | ------------------- | ------------------------- | -------------------- | ---- | --------- | ------- | ----- |
| 1º   | 67  | Bryan Staring       | Team Pedercini            | Kawasaki ZX-10R      | 12   | 27:22.582 | 4º      | 25    |
| 2º   | 47  | Eddi La Marra       | Barni Racing Team Italia  | Ducati 1199 Panigale | 12   | +6.577    | 7º      | 20    |
| 3º   | 11  | Jérémy Guarnoni     | MRS                       | Kawasaki ZX-10R      | 12   | +32.390   | 2º      | 16    |
| 4º   | 34  | Robbie Brown        | DMC Racing                | Ducati 1199 Panigale | 12   | +34.106   | 23º     | 13    |
| 5º   | 169 | David McFadden      | Team Pedercini            | Kawasaki ZX-10R      | 12   | +38.007   | 14º     | 11    |
| 6º   | 15  | Fabio Massei        | EAB Ten Kate Junior       | Honda CBR1000RR      | 12   | +38.412   | 12º     | 10    |
| 7º   | 71  | Christoffer Bergman | BWG Racing Kawasaki       | Kawasaki ZX-10R      | 12   | +39.584   | 3º      | 9     |
| 8º   | 69  | Ondřej Ježek        | SK Energy Racing          | Ducati 1098R         | 12   | +39.940   | 6º      | 8     |
| 9º   | 93  | Matthieu Lussiana   | Team ASPI                 | Kawasaki ZX-10R      | 12   | +40.108   | 11º     | 7     |
| 10º  | 37  | Andrzej Chmielewski | Red Devils Roma           | Ducati 1098R         | 12   | +43.054   | 17º     | 6     |
| 11º  | 24  | Kev Coghlan         | DMC Racing                | Ducati 1199 Panigale | 12   | +43.559   | 9º      | 5     |
| 12º  | 26  | Jan Halbich         | Jan Halbich               | Kawasaki ZX-10R      | 12   | +45.207   | 19º     | 4     |
| 13º  | 21  | Markus Reiterberger | Alpha Racing              | BMW S1000 RR         | 12   | +59.482   | 10º     | 3     |
| 14º  | 40  | Alen Győrfi         | MetalCom-Adrenalin H-Moto | Honda CBR1000RR      | 12   | +1:02.645 | 15º     | 2     |
| 15º  | 88  | Massimo Parziani    | M.V. Racing               | Aprilia RSV4 APRC    | 12   | +1:26.548 | 22º     | 1     |
| 16º  | 5   | Marco Bussolotti    | SK Energy Racing          | Ducati 1098R         | 12   | +1:27.037 | 16º     |       |
| 17º  | 32  | Lorenzo Savadori    | Barni Racing Team Italia  | Ducati 1199 Panigale | 12   | +1:45.415 | 8º      |       |
| 18º  | 39  | Randy Pagaud        | Team OGP                  | Kawasaki ZX-10R      | 12   | +2:02.254 | 20º     |       |
| 19º  | 155 | Tiago Dias          | Team Dias                 | Kawasaki ZX-10R      | 12   | +2:03.161 | 18º     |       |
| 20º  | 27  | Adrien Protat       | FP Racing                 | Kawasaki ZX-10R      | 12   | +2:04.727 | 26º     |       |
| 21º  | 55  | Tomáš Svitok        | SK Energy Racing          | Ducati 1098R         | 12   | +2:06.708 | 13º     |       |
| 22º  | 36  | Philippe Thiriet    | Brazil by ASPI            | Kawasaki ZX-10R      | 12   | +2:15.136 | 21º     |       |
| 23º  | 30  | Bogdan Vrajitoru    | CSM Bucharest             | Kawasaki ZX-10R      | 11   | +1 giro   | 25º     |       |
| 24º  | 42  | Heber Pedrosa       | Brazil by ASPI            | Kawasaki ZX-10R      | 11   | +1 giro   | 24º     |       |

### Ritirati
| Nº | Pilota          | Squadra                     | Motocicletta | Giri | Griglia |
| -- | --------------- | --------------------------- | ------------ | ---- | ------- |
| 14 | Lorenzo Baroni  | BMW Motorrad Italia GoldBet | BMW S1000 RR | 7    | 5º      |
| 20 | Sylvain Barrier | BMW Motorrad Italia GoldBet | BMW S1000 RR | 3    | 1º      |

### Non partito
| Nº | Pilota         | Squadra           | Motocicletta |
| -- | -------------- | ----------------- | ------------ |
| 19 | Eeki Kuparinen | Motomarket Racing | BMW S1000 RR |